# Hạ viện Úc

Hình phòng họp Hạ viện Úc

Hạ viện là một trong hai viện của Quốc hội Úc, gồm 151 đại biểu. Viện còn lại gọi là Thượng viện gồm 76 Thượng nghị sĩ. Đại biểu Hạ viện và Thượng nghị sĩ được bầu vào quốc hội qua các cuộc bầu cử liên bang Úc. Số đại biểu hạ viện thường gấp đôi số thượng nghị sĩ.

## Đại biểu Hạ viện
Mỗi đại biểu hạ viện đại diện cho một địa phận cử tri (địa hạt, hay ghế hạ viện theo cách gọi thông thường). Do thay đổi mật độ cử tri, biên giới của những địa phận cử tri sẽ được uỷ ban bầu cử định lại trước mỗi cuộc bầu cử sao cho số cử tri được chia đều hơn, thường khoảng 60 - 120 nghìn cử tri. Do đó trong cuộc bầu cử liên bang Úc năm 2007 tiểu bang New South Wales có 42 địa hạt, trong khi lãnh thổ Bắc Úc đất tuy lớn hơn nhiều nhưng lại thưa dân nên chỉ có 2 địa hạt. Lá phiếu bầu hạ viện có đủ tên các ứng cử viên trong địa hạt, cử tri phải bầu bằng cách đánh số sắp hạng cho mỗi ứng cử viên theo ý mình, từ số 1 là người mình muốn làm đại biểu và đến số cao nhất cho ứng cử viên mình không thích. Đây là phương pháp bầu cử theo ưu tiên (tiếng Anh: preferential voting).
Trong mỗi phiên họp hạ viện, nghị viên phe chính phủ ngồi nửa bên tay phải của phòng, phe đối lập ngồi bên trái. Giữa là ghế của chủ toạ phiên họp - gọi là nhân viên phát ngôn (tiếng Anh: Speaker). Như hình trên mô tả, Thủ tướng và lãnh tụ đối lập ngồi đối diện nhau ở bàn lớn giữa phòng, phía sau là các bộ trưởng và bộ trưởng đối lập (hàng đầu), sau nữa là các nghị viện không có chức bộ trưởng (hàng sau). Những đại biểu thuộc các đảng nhỏ hơn và nghị viên độc lập ngồi ở các ghế còn lại.
Khi trả lời câu hỏi từ nghị viện khác, thủ tướng, lãnh tụ đối lập, bộ trưởng và bộ trưởng đối lập phải đứng lên trả lời tại hai cái hộp ở bàn lớn. Chủ toạ có nhiệm vụ kiểm soát trật tự, điều khiển không cho các nghị viên gây ồn ào, chửi bới trong lúc có người đang phát biểu. Nghị viên nào tiếp tục có hành động vô lễ sẽ bị trục xuất khỏi phòng họp và có thể bị cấm trở lại trong một thời gian.

## Quyền Hạ viện
Theo hiến pháp Úc, Thượng và Hạ viện có quyền lực gần bằng nhau, và mọi chính sách phải được thông qua cả hai viện trước khi công bố và thực thi. Theo thông lệ, sau cuộc bầu cử, quan Toàn quyền Úc sẽ chính thức mời lãnh tụ đảng với nhiều số phiếu nhất lên lập chính phủ. Lãnh tụ đảng này trở thành Thủ tướng và một số ứng cử viên đắc cử khác trong đảng sẽ được bổ nhiệm vào những chức vụ bộ trưởng trong quốc hội, cai quản các phân bộ của chính phủ. Thủ tướng và các bộ trưởng, ngoài trách nhiệm chung về hành chánh trong chính phủ, vẫn tiếp tục có trách nhiệm riêng là đại biểu trong địa hạt cử tri của mình.
Luật về Ngân sách chính phủ chỉ do hạ viện nêu ra và thay đổi và do đảng đang giữ quyền chính phủ điều khiển.
Phe đối lập gồm những nghị viên thuộc chính đảng hay liên đảng lớn thứ nhì trong quốc hội. Phe đối lập có nhiệm vụ điều tra và chất vấn mọi hoạt động của chính phủ, từ chính sách đến dự luật và ngân sách. Phe đối lập do Lãnh tụ đối lập cầm đầu, theo sau là các bộ trưởng đối lập với nhiệm vụ theo dõi và chỉ trích bộ trưởng của mỗi bộ trong phe chính phủ đương thời. Theo tiếng Anh, bộ trưởng đối lập gọi là Shadow ministers - từ shadow có nghĩa là bóng - ngụ ý bộ trưởng đối lập theo dõi sát bộ trưởng chính phủ như hình với bóng.
Trong lịch sử quốc hội Úc, ít khi có đảng nào chiếm đa số ở cả hạ viện lẫn thượng viện. Do đó hiếm có hiện tượng chính phủ thông qua luật lệ mới để tạo lợi thế cho đảng mình mà không bị Thượng nghị sĩ đảng đối lập ở thượng viện kiểm soát và bác bỏ. Hiện nay, Thủ tướng Kevin Rudd của Đảng Lao động Úc lập chính phủ mới với 80 ghế trong hạ viện, nhưng Đảng Tự do Úc là phe đối lập lại có nhiều thượng nghị sĩ trong thượng viện.

## Trách nhiệm của Hạ viện
1. Luật pháp - Nhiệm vụ chính yếu nhất của Hạ viện là xem xét trước khi thông qua dự luật mới hoặc sửa đổi dự luật cũ. Nghị viên của bất cứ phe đảng nào trong quốc hội cũng có quyền đề nghị dự luật mới, nhưng thường thì do phe chính phủ nêu ra. Dự luật phải được thông qua cả hạ viện lẫn thượng viện trước khi trở thành luật chính thức. Đa số dự luật bắt đầu từ hạ viện. Thượng viện ít khi nào lập dự luật mới.
2. Thành lập chính phủ - Sau cuộc bầu cử liên bang, đảng (hay liên đảng) nào có nhiều nghị sĩ nhất trong hạ viện sẽ lập chính phủ. Lãnh tụ của đảng này sẽ thành thủ tướng. Sau đó một số nghị viên hạ viện và nghị sĩ thượng viện của đảng này sẽ được bổ nhiệm vào các chức bộ trưởng. Phe chính phủ phải luôn luôn chiếm đa số số ghế trong hạ viện để tiếp tục hoạt động.
3. Công bố và giám sát hành chính - Tranh cãi về dự luật và chính sách của các bộ, những chuyện quan trọng trong cộng đồng, thiết lập các uỷ ban điều tra, đặt câu hỏi với các bộ trưởng. Mỗi ngày vào lúc 2 giờ chiều, các nghị viên được phép lần lượt phát biểu đặt câu hỏi với các bộ trưởng không cần báo trước, về những vấn đề liên quan đến bộ của họ. Ngoài ra, nghị viên có thể viết thư yêu cầu trả lời đến các bộ trưởng.
4. Thay mặt người dân trong vùng - Nghị viên hạ viên có thể đưa những đòi hỏi của cử tri trong khu vực của mình lên trình bày giữa quốc hội.
5. Kiểm soát ngân sách của chính phủ - Chính phủ chỉ được đặt thuế mới hay tiêu xài tiền thuế thâu được khi quốc hội thỏa thuận dưới hình thức luật về thuế và tiêu chi. Ngân sách cũng được các Uỷ ban giám sát điều tra và theo dõi.

## Kết quả bầu cử hạ viện từ năm 1946 - 2022
| Ghế giành được | Ghế giành được | Ghế giành được | Ghế giành được | Ghế giành được | Ghế giành được |
| -------------- | -------------- | -------------- | -------------- | -------------- | -------------- |
| Năm bầu cử     | Lao động       | Tự do          | Quốc gia       | Các đảng khác  | Tổng số        |
| 1946           | 43             | 15             | 11             | 5              | 74             |
| 1949           | 47             | 55             | 19             |                | 121            |
| 1951           | 52             | 52             | 17             |                | 121            |
| 1954           | 57             | 47             | 17             |                | 121            |
| 1955           | 47             | 57             | 18             |                | 122            |
| 1958           | 45             | 58             | 19             |                | 122            |
| 1961           | 60             | 45             | 17             |                | 122            |
| 1963           | 50             | 52             | 20             |                | 122            |
| 1966           | 41             | 61             | 21             |                | 124            |
| 1969           | 59             | 46             | 20             |                | 125            |
| 1972           | 67             | 38             | 20             |                | 125            |
| 1974           | 66             | 40             | 21             |                | 127            |
| 1975           | 36             | 68             | 23             |                | 127            |
| 1977           | 38             | 67             | 19             |                | 124            |
| 1980           | 51             | 54             | 20             |                | 125            |
| 1983           | 75             | 33             | 17             |                | 125            |
| 1984           | 82             | 45             | 21             |                | 148            |
| 1987           | 86             | 43             | 19             |                | 148            |
| 1990           | 78             | 55             | 14             | 1              | 148            |
| 1993           | 80             | 49             | 16             | 2              | 147            |
| 1996           | 49             | 75             | 19             | 5              | 148            |
| 1998           | 67             | 64             | 16             | 1              | 148            |
| 2001           | 65             | 69             | 13             | 3              | 150            |
| 2004           | 60             | 75             | 12             | 3              | 150            |
| 2007           | 80             | 49             | 10             | 9              | 150            |
| 2010           | 72             | 44             | 6              | 28             | 150            |
| 2013           | 55             | 58             | 9              | 28             | 150            |
| 2016           | 69             | 45             | 10             | 26             | 150            |
| 2019           | 68             | 44             | 10             | 29             | 151            |
| 2022           | 77             | 27             | 10             | 37             | 151            |